# Dmitri Serguéievich Sheremétev
Dmitri Serguéievich Sheremétev (28 de mayo de 1869-25 de noviembre de 1943) fue un noble y coronel de caballería ruso que sirvió al ejército de su país durante el reinado de Nicolás II, era el hijo mayor del conde Serguéi Dmítrievich Sheremétev y la princesa Ekaterina Pávlovna Viázemskaya.

## Biografía
Dmitri nació el 28 de mayo de 1869 en Pushkin, a unos 24 kilómetros de San Petersburgo, era el hijo mayor del conde Serguéi Dmítrievich Sheremétev y la princesa Ekaterina Pávlovna Viázemskaya. 
Su madre sirvió como dama de compañía en la corte de los zares Alejandro II y Alejandro III por lo que Dmitri pudo entablar una amistad personal con zarévich Nicolás a quien servía como compañero de juegos. 
En su juventud mostró interés por la carrera militar y se dirigió a Moscú en donde alcanzó el grado de coronel en el cuerpo de caballería ruso. Luchó durante la Guerra Ruso-Japonesa y la Primera Guerra Mundial, en esta última acompañó al zar Nicolás II en el frente de combate. 
Después del triunfo bolchevique se exilió en distintas ciudades europeas, fue miembro de la Unión de nobles rusos y ejerció la presidencia de la misma entre los años 1926-1929. Murió en Roma el 25 de noviembre de 1943 y fue enterrado en el Cementerio no católico de la ciudad también conocido como cementerio protestante. 

## Matrimonio
En 1892 Dmitri se casó con la condesa Irina Ilariónovna Vorontsova-Dáshkova, hija del conde Ilarión Ivánovich Vorontsov-Dáshkov y la condesa Elizabeta Adréievna Shuválova. Del matrimonio nacieron 8 hijos:
- Elizaveta Shereméteva (1893-1974), casada en primeras nupcias con el príncipe Borís Leonídovich Viázemski y en segundas nupcias con el conde Serguéi Alexándrovich Chernyshev-Besobrasov
- Ekaterina Shereméteva (1894-1896)
- Irina Shereméteva (1896-1965), casada con el conde George Dmítrievich Mengden
- Serguéi Sheremétev (1898-1972)
- Praskovia Shereméteva (1901-1980), casada con el Príncipe de Rusia Román Románov
- Maria Shereméteva (1902-1919)
- Nikolái Sheremétev (1904-1979), casado con la princesa Irina Yusúpova, hija de Irina Alexándrovna Románova
- Basilio Sheremétev (1906-1986), casado con Darya Borísovna Tatíscheva

## Distinciones honoríficas
Nacionales
- Caballero de segunda clase de la Orden de San Estanislao (1904).
- Caballero de segunda clase de la Orden de Santa Ana (1906).
- Caballero de tercera clase de la Orden de San Vladimiro (1912).